# National Film Board of Canada
El National Film Board of Canada (NFB ; francès: Office national du film du Canada (ONF)), en català Oficina Nacional del Cinema del Canadà és el productor i distribuïdor públic de cinema i mitjans digitals del Canadà. És una agència pública del govern del Canadà, que produeix i distribueix pel·lícules documentals, animació, documentals web i drames. En total, l'NFB ha produït més de 13.000 produccions des dels seus inicis, que han guanyat més de 5.000 premis. L'NFB informa al Parlament del Canadà a través del ministre del Patrimoni canadenc. Té programes de producció bilingüe i oficines en anglès i francès, incloent documentals relacionats amb la multiculturalitat.